# Walther Simon Joseph van Waterschoot van der Gracht
Walther Simon Joseph van Waterschoot van der Gracht (Beverwijk, 21 augustus 1845 - Scheveningen, 30 augustus 1921) was een Nederlands advocaat, notaris en politicus.

## Familie
Walther Simon Joseph van Waterschoot stamde uit de patricische familie Van Waterschoot van der Gracht en was een zoon van Wilhelmus Joannes Cornelius van Waterschoot van der Gracht (1802-1879), wethouder te Beverwijk, lid prov. Staten van N.-Holl. enz., en Antonia Henrica Schermer (1807-1885). Hij trouwde in 1870 jkvr. Maria Cornelia Adriana Josepha van der Does de Willebois (1844-1923); uit dit huwelijk werden drie zonen en één dochter geboren. Zij waren ouders van de mijnbouwkundige Willem van Waterschoot van der Gracht en de grootouders van Gisèle d'Ailly van Waterschoot van der Gracht.

## Loopbaan
Van Waterschoot van der Gracht studeerde van 1863 tot 1868 rechten aan de Rijksuniversiteit Leiden en promoveerde op een proefschrift over erfdienstbaarheden. Vervolgens vestigde hij zich als advocaat in Amsterdam, waar hij in 1875 tot notaris benoemd werd. Hij werd bestuurslid van een aantal Amsterdamse katholieke verenigingen. Van 1890 tot 1903 was hij lid van de gemeenteraad van Amsterdam en van 1887 tot 1904 lid van Provinciale Staten van Noord-Holland. Van 1904 tot 1916 was hij lid van de Eerste Kamer voor de Roomsch-Katholieke Staatspartij.
Van Waterschoot was voorzitter van het bestuur van de Roomsch-Katholieke Ziekenverpleging dat zorgdraagde voor stichting van het Onze Lieve Vrouwe Gasthuis in Amsterdam.
In 1884 kocht hij samen met P.A.L. van Ogtrop op een veiling een stuk heide het Beestenveld van ruim 362 ha, in Bakel voor minder dan 10 gulden per hectare, ofwel minder dan de prijs van een vierkante meter in Amsterdam. In de periode 1884-1891 werd er in opdracht van beide heren zo’n 45 ha bos aangelegd. Dit hele gebied werd vanaf 1891 door de Nederlandsche Heidemijmaatschappij  tot bos ontgonnen. In 1898 kochten Van Waterschoot van der Gracht en Van Ogtrop het naastgelegen landgoed De Rips.groot 400 ha van de erfgenamen van Hermanus Huijskes.
In 1903 overleed Van Ogtrop en nam zijn zoon Henricus Joannes van Ogtrop zijn plaats in. Vanaf 1906 werd het westelijke deel, van het landgoed De Rips, ontgonnen. Hier werd voornamelijk landbouw bedreven. Het gebied gelegen ten oosten van de doorgaande zandweg naar Oploo bleef heide. In 1914 overleed na een langdurig ziekbed Henricus van Ogtrop. Zijn weduwe A.G.M van Ogtrop-Hanlo besloot uiteindelijk om haar deel te verkopen. Ook Van Waterschoot van der Gracht besloot toen om te verkopen.
Eind 1915 werden beide landgoederen te koop gezet. Op 27 oktober werd John Gustave Lijsen de nieuwe eigenaar van het Beestenveld en het ontgonnen deel van landgoed De Rips.
Het overgebleven stuk heide werd in twee kavels verkocht. Waarvan een kavel in eigendom kwam van Pieter Schoen (verffabrikant in Zaandam). Het andere deel kwam in handen van Klaas van der Wal, dominee uit Hillegom.
- Biografisch Portaal: 27992883
- Parlement.com: vg09llcuv6xw